# Landesgericht Krems an der Donau

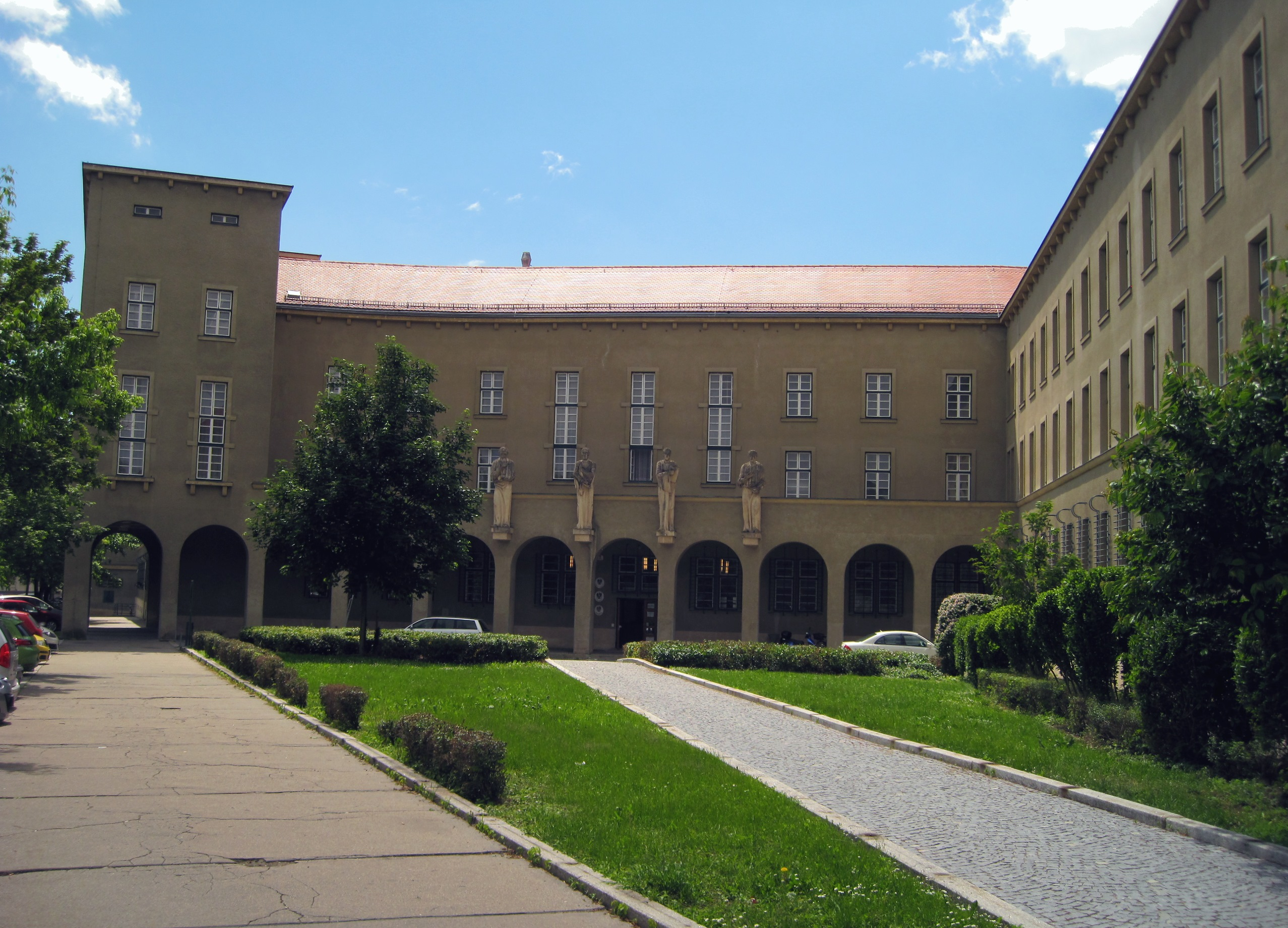
LG Krems/D. – Trakt Wichnerstraße

Das Landesgericht Krems an der Donau (kurz: LG Krems a.d.D.) ist eines von 20 Landesgerichten in Österreich. Es befindet sich im Gebäude Josef Wichner Straße 2, in dem auch die Staatsanwaltschaft Krems an der Donau untergebracht ist.

## Zuständigkeit
Als Landesgericht obliegt ihm in zweiter Instanz die Behandlung der Rechtsmittel gegen Entscheidungen der Bezirksgerichte. Grundsätzlich ist es für Zivilsachen bei einem 15.000 € übersteigenden Streitwert in erster Instanz zuständig. Bestimmte Rechtssachen fallen jedoch unabhängig vom Streitwert in die Zuständigkeit der Bezirksgerichte. Für Strafsachen ist es in erster Instanz zuständig, wenn die Strafandrohung über einem Jahr liegt. Bestimmte Strafsachen fallen auch bei geringerer Strafdrohung in seine Zuständigkeit.
Rechtsmittelinstanz für Entscheidungen des Landesgerichtes Krems an der Donau ist das Oberlandesgericht Wien.

## Gebäude und Gestaltung
Durch hier L-förmigen Grundriss begrenzt der dreigeschoßige, denkmalgeschützte (siehe Liste, errichtet 1930–1933) Bau mit Satteldach zur Wichnerstraße hin einen überwiegend begrünten dreieckigen Vorplatz. Der linke L-Schenkel bildet die Hauptfassade, längs der im hohen Erdgeschoß ein Arkadengang zieht. An einer kleinen Innenbiegung der 9-achsigen Front schließt ganz links ein 2-achsiger Treppenturm an, der etwas vorspringt und mit einem Flachdach deutlich höher wirkt. Der Turm überwölbt mit Arkaden auch den öffentlichen Gehsteig. Durch einen etwas geringeren Achsabstand der Fenster im 1. und 2. Stock fluchten diese nur ungenau mit den Arkadenbögen des hohen Erdgeschoßes. Vor der Arkade liegt eine sackförmige Vorfahrt für Kfz. Hinter den mittleren drei Arkadenbögen führen Haustore in die dreigeschoßige Eingangshalle. Über den Arkadensäulen schmücken dort 4 Halbrelief-Gusssteinfiguren die Fassade. Im Inneren stellt Wamdmalerei Gut und Böse (Laster) als Figuren dar, rechts des Eingangs zum Schwurgerichtssaal am Balkon im 1. Stock etwa den "Geiz".